# Mors Principium Est
Mors Principium Est – (z łac. "śmierć jest początkiem") fiński zespół muzyczny grający Melodic death metal.

## Muzycy

### Obecny skład zespołu
- Ville Viljanen – śpiew (od 2000)
- Iiro Aittokoski – perkusja LIVE (od 2017)
- Teemu Heinola – gitara basowa (od 2001)
- Andy Gillion - gitara prowadząca, programowanie (od 2011)

### Byli członkowie
- Mikko Sipola – perkusja (1999-2007, 2007–2017)
- Jarkko Kokko – gitara (1999–2009)
- Jori Haukio – śpiew, gitara (1999–2000); programowanie(2000–2007)
- Toni Nummelin – instrument klawiszowy (1999–2004)
- Joona Kukkola - instrument klawiszowy (2004–2007)
- Karri Kuisma - gitara rytmicznas (2007–2008)
- Marko Tommila - perkusjas (2007)
- Tom "Tomma" Gardiner - gitara rytmicznas (2008–2009)
- Kalle Aaltonen – gitara rytmiczna (2009–2011)
- Tomy Laisto - gitara prowadząca (2007–2011)
- Andhe Chandler – gitara rytmiczna (2011–2014)
- Kevin Verlay - gitara rytmiczna (2014–2015)

## Dyskografia

### Albumy studyjne
- Inhumanity (2003)
- The Unborn (2005)
- Liberation = Termination (2007)
- ...And Death Said Live (2012)
- Dawn of the 5th Era (2014)
- Embers of a Dying World (2017)
- Seven (2020)
- Liberate the Unborn Inhumanity (2022)

### Dema
- Before Birth (2000)
- Valley of Sacrifice (2001)
- Third Arrival (2002)